# Ден на мъртвите
Ден на мъртвите (на испански: Día de Muertos) е празник, отбелязван в Мексико и някои други страни в Латинска Америка в първите 2 дни на ноември.
Това е един вид пищна задушница, на която след увеселения и карнавални шествия в града и на специално украсените гробища, в домовете на покойниците или по заведения се събират семействата и приятелите на покойниците, за да ги споменат. Празникът е официално честван на 1-ви и 2 ноември, които са католическите религиозни празници Омнис Санктус – на вси светии  и Омниум фиделиум дефункторум – на всички починали души .

## Мексико
В Мексико и особено в южните части на страната, според местни обичаи се издигат възпоменателни олтари покрити със свещи и захарни черепи, цветя – предимно жълтите мексикански тароси (тагетис, турта; лат. Tagetes erecta), любимите храни и напитки на покойните както и дребни подаръци. 
На този ден хората се веселят, пируват и се събират на големи шумни групи, като по този начин споменават живота, а не смъртта на покойниците. 
- Диа де муертос в Мексико
- Миштекски помен – офренда
- Захарен череп
- Олтар. Жълтите цветя са мексикански тарос
- На гробищата в Котакачи се събира огромно множество
- Изписани захарни черепчета
- Традиционен помен в Еквадор

## Бразилия
В Бразилия денят на мъртвите се нарича диа де финадос (на португалски Dia de Finados) и се отбелязва с посещаване на храмове и гробища.

## Испания
В Испания празникът е по-умерен, но също се отбелязва с шествия и фестивали, като на края на деня, хората се събират на гробищата да се молят за душите на починалите.

## Произход
Етнографските проучвания смятат, че фестивалите в Мексико и страните на Централна Америка са смесица от католицизъм и местни култови почитания и следите на празника водят към ацтекските фестивали на женското божество Миктантекутли (или Миктекасиуатл), свързано с култа към мъртвите и превъплътено в така наречената Света Смърт или Ла Санта Муерте (на испански: La Santa Muerte).